# Škrhola
Škrhola je postava ze starého českého loutkového divadla, podobně jako Kašpárek, se kterým také často vystupovala. Svým chováním představuje archetyp vesnického primitiva. Fyzicky je Škrhola obvykle znázorněn jako statný, silný chalupník.
Typické uvažování Škrholy se popisuje ve stejnojmenné písni od Jiřího Suchého, kdy Škrhola zabíjí vosu na králově nose za pomoci mohutné hole.